# Candasnos
Candasnos település Spanyolországban, Huesca tartományban. Candasnos Ballobar, Fraga, Peñalba és Ontiñena községekkel határos. Lakosainak száma 422 fő (2024).

## Népesség
A település népessége az utóbbi években az alábbiak szerint változott:
| Lakosok száma | 530  | 470  | 446  | 419  | 395  | 339  | 318  | 462  | 402  | 422  |
|               | 2001 | 2004 | 2006 | 2009 | 2011 | 2014 | 2016 | 2019 | 2021 | 2024 |